# あんたがたいしょう
あんたがたいしょうは、四国放送が放送していたラジオ番組。

## 放送時間
| 期間                          | 放送時間             |
| ----------------------------- | -------------------- |
| 1980年7月6日 - 1984年4月1日   | 日曜日 22:00 - 22:30 |
| 1984年4月7日 - 1984年10月6日  | 土曜日 24:00 - 25:00 |
| 1984年10月14日 - 2006年4月2日 | 日曜日 22:00 - 23:00 |
| 2006年4月9日 - 2008年9月28日  | 日曜日 23:00 - 24:00 |

## パーソナリティ
本番組終了時
- 遠藤彰良（当時四国放送アナウンサー）
- 佐藤旬子（四国放送アナウンサー、1982年10月から）
- 桂七福（落語家。1991年に入門する前は牛田モーの名前で出演していた）[注釈 1]

上記以前のレギュラー
- 大村光代（当時四国放送アナウンサー、1980年7月6日 - 1982年9月）[2][3]

## 概要
1980年7月6日放送開始。当初は30分番組であった。1984年4月改編で1時間番組に拡大するものの、放送時間は土曜日24時台へ移動。半年後の1984年10月改編で1時間番組のまま元の日曜日22時台へ戻った。最初は遠藤彰良と大村光代両アナウンサーのコンビでスタート、1982年10月にこの年アナウンサーとして入社したばかりの佐藤旬子に交替し、その後遠藤・佐藤コンビで26年放送された。
「入会希望」と返信用切手を同封して便りを送れば、誰でも「あんたがたいしょうくらぶ（あんくら）」の会員（無料）になれた。会員になれば、投稿が番組で読まれると記念品がもらえるようになっている。記念品は主にハガキや番組ステッカーなど。1983年当時は、クイズコーナーの正解者の中から抽選で3名に記念品、そして『青春キャンパス』（文化放送制作）の四国放送のスタッフが製作した「あわっこ」グッズが、2008年度上半期はおもぞう君グッズが記念品としてもらえた。投稿紹介の時は、名前と一緒に「あんたがたいしょうくらぶの会員番号（あんくらナンバー）」を一緒に読む形となっている。
オープニングで海援隊の『あんたが大将』が流れる。
また毎月、マンスリークイズがある。ホームページ上でしか見られない。応募はメールのみ（しかし放送中に言われるヒントだけを頼りに、ハガキで応募するリスナーもいる）。
コーナーは、リスナーの投稿の盛り上がり具合によってコーナー化される場合がある。多い時は12～13ほどのコーナーが存在し、はがきを1～2枚読んだら次のコーナー、ということもあったという。初期の頃は、「山くずし」と称して放送中にその場ではがきや手紙の山の中から選んで読んでいたことがあった
また不定期（パーソナリティの誰かが休みを取ったときなど）に番組の内容を変更し、リスナーから曲のリクエストを募集する「大リクエスト大会」を放送することがある。ちなみに録音である。
ただし、1回だけ遠藤彰良が休んだとき、桂七福及び師匠の落語が流された時がある。
この番組のリスナーでもあった俳優・泉見洋平を、そのデビュー時から番組を挙げて応援し続けている。
22時開始の時期は後続番組の『パワフルトクシマどないしょん』をライバル視しており、番組中にいじることもしばしばあった。ちなみに放送開始は『パワフル―』の方が1年早かった（放送期間は1979年4月～2006年3月）。
スポンサーは、リバーシティージャスコ徳島店（1982年当時）、広岡カメラ（徳島市のカメラ店、1982年当時）、ヨコタカメラ（1991年10月まで）、ハレルヤ（1980年代中期～1990年代末期）、ダイヤレーン（徳島市佐古駅前、1980年代中期～2006年）、エアトラベル徳島（旅行代理店、本番組の最末期）。CMが流れるのは番組のオープニング後とエンディング前のみで、あとはCM無しでコーナーが続いていく構成となっている。
2008年9月28日で放送終了。28年間の歴史に幕を閉じた。

## コーナー
- あんたいノベルのコーナー

近年では旬子姉(姐)さんをネタにしたものを取り上げることが極端に増えていた。
- 怪談話（かいだんば～なしと読む）のコーナー

夏季限定のコーナー（基本的に例年7月～10月いっぱいまで）。恐怖の話と見せかけて実は駄洒落などのオチが付くというネタを紹介。
- ポエムのコーナー
- ヒロシのコーナー

お笑いタレント、ヒロシの芸風の口調のような文面のネタを募集。
- なんでだろうのコーナー

「何でだろう」と思う素朴な疑問を紹介。投稿を読んだ後にテツandトモの曲が流れる。
- ひとりごとのコーナー

「あんたいノベル」と同様、旬子姉(姐)さんをネタにしたものを毎回取り上げていることが多い。
- ああ勘違い
- びっくりマンボーのコーナー

何となく女性器を連想させそうな名称、物件などを紹介。（これまでにウルトラ×××スモス等が取り上げられている。）※×は伏字部分。
- ジョーク&ジョーク

駄洒落などが主。面白いか否かの判定には、当初はクイズ番組等で採用されているブザーが使われていたが、後に「のど自慢」の判定の鐘をモチーフにしたものに変わった。
- うらみますのコーナー

腹が立ったことや辛い思いをしたことの体験談。
- 友達・家族のコーナー

後述の「学校の先生」を前身とするコーナー。
- 薄毛ビックリしたのコーナー
- 伝言板コーナー

投稿があるときのみ。リスナーから友達や家族らへの伝言を紹介。これが転じて「回文シリーズ」などメッセージネタのシリーズに発展したこともある。
- 遠くで聞いてるゾォ～!

この番組を遠距離受信しているリスナーのメッセージを紹介していた（実際に北海道苫小牧市や熊本県などに常連のリスナーがいた。スウェーデンから放送を録音したカセットテープが届いたこともあった。熊本県から出張と思われるエレベーターマニアが徳島市にやってきては試乗している、さらに市内のホテルから梅田あたりに試乗している、ということもあった）。
- 究極の選択

究極の選択が流行っていた当時、この番組でも同様の選択ネタを募集していた。
- 変なおじさんコーナー

街で見かけた“変なおじさん”を報告してもらうコーナー
- 選挙違反のコーナー
- ラジパラ人気投票促進コーナー[6]
- 100円くれババア&10円くれおじさん情報[14]
- 検尿・検便のコーナー（検尿・検便にまつわる体験談の紹介）[15]
- クイズ・なぞなぞのコーナー（パーソナリティ達がリスナー作のクイズやなぞなぞに挑戦）[15]

リスナーから問題を募集。主に“しょうもない”オチの答えが多かった。
- 学校の先生
- 旬子に聞けのコーナー
- イタイ イタイのコーナー
- 受験生ガンバレのコーナー（主に受験シーズンに設けられていた）[4][11]
- 変な解答のコーナー[4]
- あんたいギネスノート

リスナーが挑戦した様々な記録（円周率を100桁覚えた、など）を報告。
- ニューヨーク通信

泉見洋平（当時は本名の藤井孝浩で出演）がニューヨークに留学していた1987年当時に、ニューヨークでの近況などを報告していたコーナー。
- 初期（1980年代前期）の頃は、リスナー自作のカセットテープを紹介するコーナーや、高校生らをスタジオに招いて、何でも言いたい放題しゃべらせるコーナーがあった[2]。
- この他、古い徳島弁で書いて送って来る常連リスナーのはがきが毎回バカうけということで、1987年4月からそのままそのリスナーの名前を冠したタイトルでコーナー化されていた。このコーナーでは毎回彼のはがきを読むだけだが、これに週に30通は下らない数のファンレターが来ていたという[17]。